# Johannes Wytema
Johannes Wytema (Appingedam, 30 mei 1871 - Rotterdam, 11 juli 1928) bekleedde diverse openbare functies waaronder burgemeester van Rotterdam van 1923 tot 1928.
Wytema studeerde rechtswetenschap (gepromoveerd op stellingen) aan de Rijksuniversiteit Groningen, en staatswetenschap (gepromoveerd op dissertatie in 1898) aan de Rijksuniversiteit Groningen.

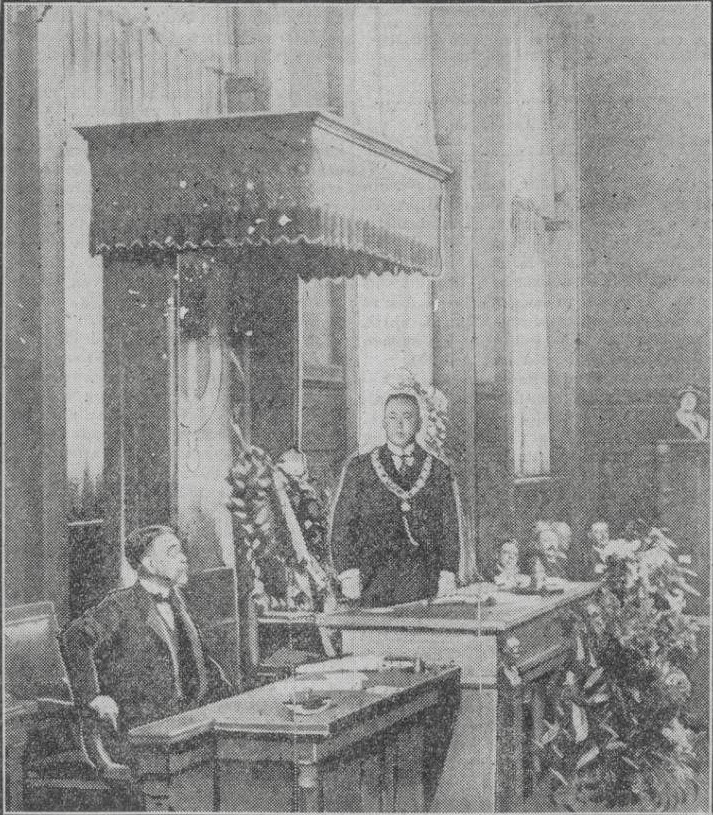
Johannes Wytema bij zijn installatie tot burgemeester van Rotterdam, 1923

Hij was achtereenvolgens gemeentesecretaris van Assen, gemeentesecretaris van Schiedam, van 1899 tot 1903, hoofdcommies Provinciale Griffie te Haarlem van 1903 tot 1909, gemeentesecretaris van Haarlem van 1909 tot april 1920, burgemeester van Dordrecht van 20 april 1920 tot 15 september 1923, en burgemeester van Rotterdam van 15 september 1923 tot zijn overlijden op 11 juli 1928.
De Wytemaweg aan de noordzijde van het Erasmus MC is naar hem vernoemd. Zijn zoon Hendrik Wytema is burgemeester van onder andere Alkmaar geweest.
- Biografisch Portaal: 30828994
- Parlement.com: vg09lm0ad8xh